# ワイルド・ドライバー

『ワイルド・ドライバー』（原題　Pork Pie）は、2017年のニュージーランド製作のコメディ・ロードムービー。日本では劇場公開の予定はなく、2018年1月13日にDVD発売された。

## 概要
本作は監督Matt Murphyの父ジェフ・マーフィーが1981年に製作したニュージーランド映画『明日なき疾走 en: Goodbye Pork Pie』のリブートである。旧作はニュージーランド国内でNZ$1.5 million の興行成績をあげた、いわばキウィ・クラシックともいうべき作品であった。
本作の製作費はUS$3,800,000で、公開初週の売り上げはUS$204,839、トータル興収はUS$797,639 worldwideとなっている。
ストーリーは概ね旧作を踏襲しているが、旧作で大きな舞台であったクライストチャーチは採用せず、よりカントリーサイドを選んでいる。このことについて監督は、「お尋ね者がわざわざ大都市に入っていくのは筋が通らないから」と説明している。
麻薬を使用する描写が含まれているため、ニュージーランド及びオーストラリア公開時はM指定(Mature) 。

## ストーリー
小説家として芽が出ず、家賃も払えないジョンは、居候していた友人の家から追い出されてしまう。一発奮起して見放された恋人スージーの心を取り戻すため、オンボロの愛車ホールデンに乗り込んでインバカーギルへ向かうが、その道中、車が炎上してしまう。途方に暮れ、山道を歩き続けるジョンはミニクーパーを駆る若者ルークと出会う。だがルークの車が盗難車だったことから、ニュージーランド中を横断するパトカーとの壮大なカーチェイスが繰り広げられる。

## キャスト
| 役名     | 俳優                     |
| -------- | ------------------------ |
| ジョン   | ディーン・オゴーマン     |
| ルーク   | ジェームズ・ロールストン |
| キーラ   | アシュリー・カミングス   |
| スージー | アントニア・プレブル     |

## 評価
NZ国内における批評家の反応は賛否半ばで、「楽しい映画だがオリジナルにあったマジックを欠いている」とするStuffのGraeme Tuckettのレビューや、「旧作より安全でクリーンでおっとりしている」と5点中2.5点の採点を付けたNew Zealand Heraldのレビューなど、旧作と比較しての批評が多い。このてんについて主演のオゴーマンは、「ニュージーランドが自国の映画をリメイクできるほどに成熟してきたんだと思っている」とむしろ肯定的な発言をしている。 また、旧作に見られた女性蔑視的な視点を廃している点については好意的な評価が寄せられている。